# 石川県高等学校の廃校一覧
石川県高等学校の廃校一覧（いしかわけんこうとうがっこうのはいこういちらん）とは、石川県の廃校となった高等学校の一覧。対象となるのは学制改革（1948年）以降に廃校となった高等学校と分校である。名称は廃校当時のもの。廃校時に属していた自治体が合併により消滅している場合は現行の自治体に含める。また、現在休校中の学校は公式には存続していることとなっているが、休校中の学校は事実上廃校となっている場合が多いため、便宜上本項に記載する。
小学校や中学校と異なり、生徒が在学中に在籍校が変更となることはほとんどない（経営破綻の場合は除く）。統合となる場合（統合先が新設校の場合は開校年度からの）入学生の新規募集を停止し、統合前の高校に在籍する生徒が全員卒業すると同時に閉校となる場合が通例である（以下に示すのは統合年であり、廃校年とは異なる）。

## 公立学校

### 七尾市
- 石川県立七尾商業高等学校（2004年統合により石川県立七尾東雲高等学校へ）[1]
- 石川県立七尾工業高等学校（同上）[1]
- 石川県立七尾農業高等学校（同上）[1]
- 石川県立中島高等学校（2008年七尾東雲高校へ統合、証明書は七尾東雲高が発行）[2]

### 輪島市
- 石川県立町野高等学校（2002年鳳珠郡能登町の柳田農業高と統合し能登青翔高へ）[注釈 1]
- 石川県立輪島実業高等学校（2008年石川県立輪島高等学校へ統合）[4]

### 珠洲市
- 石川県立飯田高等学校定時制課程若山分校（1950年）[5]
- 石川県立飯田高等学校定時制課程大谷分校（1951年）[5]
- 石川県立飯田高等学校定時制松波分校（1954年宝立分校へ統合）[5]
- 石川県立珠洲実業高等学校（1963年飯田高宝立分校が独立し開校[5]、2008年石川県立飯田高等学校へ統合）[6]

### かほく市
- 石川県立河北台商業高等学校（2001年河北郡津幡町の石川県立津幡高等学校へ統合）[7][注釈 2]

### 河北郡
- 石川県立津幡高等学校定時制課程内灘分校（1950年6月）[8]
- 石川県立津幡高等学校定時制押水教場（1969年）[8]
- 石川県立津幡高等学校定時制課程宇ノ気分校[8]（廃校時期不詳）

### 羽咋郡
- 石川県立富来高等学校（2009年高浜高と統合し石川県立志賀高等学校へ）[9]
- 石川県立高浜高等学校（2009年富来高と統合し志賀高へ）[9]

### 鹿島郡
- 石川県立七尾城北高等学校鳥屋分校（1956年）[注釈 3]

### 鳳珠郡
- 石川県立水産高等学校（2000年宇出津高と統合し能都北辰高へ）[10]
- 石川県立水産高等学校小木分校（2000年宇出津高と統合し能都北辰高小木分校へ）[10]
- 石川県立宇出津高等学校（2000年水産高と統合し能都北辰高へ）[10]
- 石川県立柳田農業高等学校（2002年輪島市の町野高と統合し能登青翔高へ）[注釈 4]
- 石川県立能都北辰高等学校小木分校（2009年）[11]
- 石川県立能登青翔高等学校（2009年能都北辰高と統合し石川県立能登高等学校へ）[注釈 5]
- 石川県立能都北辰高等学校（2009年能登青翔高と統合し能登高へ）[注釈 6]

## 私立学校

### 金沢市
- 実践商業高等学校 (石川県)（1970年石川県立金沢向陽高等学校へ移管）[注釈 7]
- 金沢工業大学付属高等学校（1973年）[12]

### 白山市
- 叡明館高等学校（2001年）[注釈 8]

### 羽咋郡
- 明徳高等学校（1973年石川県立宝達高等学校へ移管）[注釈 9]